# El Triunfo (Tungurahua)
El Triunfo ist eine Ortschaft und eine Parroquia rural („ländliches Kirchspiel“) im Kanton Patate der ecuadorianischen Provinz Tungurahua. Die Parroquia besitzt eine Fläche von 51,3 km². Die Einwohnerzahl lag im Jahr 2010 bei 1583.

## Lage
El Triunfo liegt 10 km nordnordöstlich von Baños in der Cordillera Real am Nordhang des Durchbruchstals des Río Pastaza auf einer Höhe von 2515 m. Die Provinzhauptstadt Ambato befindet sich 25 km westlich. Der Río Muyo (auch Río Verde Chico) entwässert das Gebiet in südlicher Richtung. Das Areal hat eine Längsausdehnung in Ost-West-Richtung von etwa 10 km sowie in Nord-Süd-Richtung von 8 km. Weiter nördlich erreichen die Berge im Cerro Quillotura eine Höhe von 4302 m. 18 km südlich von El Triunfo erhebt sich auf der gegenüber liegenden Talseite der Vulkan Tungurahua. Der äußerste Osten der Parroquia El Triunfo liegt innerhalb des Nationalparks Llanganates. El Triunfo ist über eine Straße erreichbar, die 3 km östlich von Baños bei Ulba von der Fernstraße E30 nach Norden abzweigt.
Die Parroquia El Triunfo grenzt im Osten und im Süden an den Kanton Baños de Agua Santa mit den Parroquias Río Verde, Ulba, Baños de Agua Santa und Lligua. Im Westen grenzt die Parroquia El Triunfo an die Parroquia Patate sowie im Norden an die Parroquia Sucre.